# European Film Awards 1998
La 11ª edizione della cerimonia di premiazione dei European Film Awards si è tenuta il 4 dicembre 1998 al Old Vic Theatre di Londra, Regno Unito e presentata da Carole Bouquet e Mel Smith.

## Vincitori e candidati
Vengono di seguito indicati in grassetto i vincitori.
Ove ricorrente e disponibile, viene indicato il titolo in lingua italiana e quello in lingua originale tra parentesi.
Miglior film
- La vita è bella, regia di Roberto Benigni ( Italia)
- The Butcher Boy, regia di Neil Jordan ( Irlanda)
- Carne trémula (Carne trémula), regia di Pedro Almodóvar ( Spagna)
- Festen - Festa in famiglia (Festen), regia di Thomas Vinterberg ( Danimarca)
- Lola corre (Lola rennt), regia di Tom Tykwer ( Germania)
- My Name Is Joe, regia di Ken Loach ( Regno Unito)
- La vita sognata degli angeli (La vie rêvée des anges), regia di Érick Zonca ( Francia)

Miglior attore
- Roberto Benigni - La vita è bella
- Javier Bardem - Carne trémula (Carne trémula)
- Ulrich Thomsen - Festen - Festa in famiglia (Festen)
- Peter Mullan - My Name Is Joe

Miglior attrice
- Élodie Bouchez - La vita sognata degli angeli (La vie rêvée des anges)
- Natacha Régnier - La vita sognata degli angeli (La vie rêvée des anges)
- Annet Malherbe - Il piccolo Tony (Kleine Teun)
- Dinara Drukarova - Pro urodov i lyudey

Miglior rivelazione
- Thomas Vinterberg  - Festen - Festa in famiglia (Festen)
- Érick Zonca - La vita sognata degli angeli (La vie rêvée des anges)

Miglior sceneggiatura
- Peter Howitt - Sliding Doors
- Lars von Trier - Idioti (Idioterne)
- Alex van Warmerdam - Il piccolo Tony (Kleine Teun)
- Jean-Pierre Bacri e Agnès Jaoui - Parole, parole, parole... (On connaît la chanson)

Miglior fotografia
- Adrian Biddle - The Butcher Boy
- Joseph Vilsmaier - Comedian Harmonists
- Thierry Arbogast - Gatto nero, gatto bianco (Crna macka, beli macor)
- Danny Elsen - Il nano rosso (Le nain rouge)

Miglior documentario
- Claudio Pazienza ( Italia)

Miglior cortometraggio
- Un jour, regia di Marie Paccou ( Francia)

Miglior film internazionale
- The Truman Show, regia di Peter Weir ( Stati Uniti)
- Il grande Lebowski (The Big Lebowski), regia di Joel Coen ( Stati Uniti)
- Boogie Nights - L'altra Hollywood (Boogie Nights), regia di Paul Thomas Anderson ( Stati Uniti)
- Castle (The Castle), regia di Rob Sitch ( Australia)
- Harry a pezzi (Deconstructing Harry), regia di Woody Allen ( Stati Uniti)
- Salvate il soldato Ryan (Saving Private Ryan), regia di Steven Spielberg ( Stati Uniti)

Contributo europeo al cinema mondiale
- Stellan Skarsgård  - Amistad e Will Hunting - Genio ribelle (Good Will Hunting)
- Gérard Depardieu  - La maschera di ferro (The Man in the Iron Mask)
- Antonio Banderas  - La maschera di Zorro (The Mask of Zorro)
- Emma Thompson  - I colori della vittoria (Primary Colors)
- Kate Winslet  - Titanic
- Pierce Brosnan  - Agente 007 - Il domani non muore mai (Tomorrow Never Dies)

Premio FIPRESCI
- La polveriera (Bure baruta), regia di Goran Paskaljevic ( Jugoslavia)

Premio speciale
- Jeremy Irons

Premio alla carriera
- non assegnato

Premio del pubblico
Miglior attore
- Antonio Banderas - La maschera di Zorro (The Mask of Zorro)

Miglior attrice
- Kate Winslet - Titanic

Miglior regista
- Roland Emmerich - Godzilla